# فیفی (تجهیزات سنگنوردی)

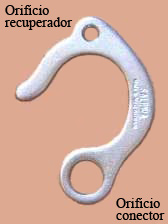
فیفی

فیفی یک قلاب کوچک به شکل علامت سؤال است که معمولاً در صعودهای مصنوعی مورد استفاده قرار می‌گیرد و برای تصال سریع صعود کننده به میانی و مهار وزن استفاده می‌شود. این وسیله همچنین برای صعودهای آزاد، آلپی و ترکیبی کاربرد دارد.
این وسیله از فولاد یا آلیاژهای مقاوت تولید می‌شود و دارای دو سوراخ در بالا و پایین خود است. سوراخ زیرین بزرگتر بوده و برای اتصال به هارنس صعود کننده طراحی شده است. سوراخ بالایی کوچکتر بوده و برای اتصال طناب حمایت و جلوگیری از صقوط قرار داده شده است.
با توجه به شکل باز و ناپیوسته‌ای که فیفی دارد باید با دقت مورد استفاده قرار گیرد.